# Livoliella
Livoliella is een geslacht van kevers uit de familie bladkevers (Chrysomelidae).
De wetenschappelijke naam van het geslacht werd in 1997 gepubliceerd door Medvedev.

## Soorten
- Livoliella luzonica Medvedev, 1997